# 연교역
연교역(Yeongyo station, 蓮交驛)은 충청북도 제천시 봉양읍 학산리에 위치한 중앙선의 신호장이었다.
중앙선 원주 - 제천 구간의 선로용량 포화로 인하여 1977년 신설되었으며, 2021년 1월 5일에 서원주 - 제천 구간 복선 전철화가 완료되어 폐역되었다.

## 연혁
- 1977년 3월 1일 : 신호장으로 영업 개시[1]
- 1995년 8월 10일 : 유인신호장으로 승격[2]
- 2005년 4월 1일 : 무인신호장으로 변경
- 2021년 1월 5일 : 폐역